# Alain Carignon
Alain Carignon (ur. 23 lutego 1949 w Vizille) – francuski polityk i samorządowiec, parlamentarzysta, w latach 1993–1994 minister komunikacji.

## Życiorys
Absolwent Institut d'administration des entreprises de Grenoble, pracował w izbie przemysłowo-handlowej i administracji publicznej. Zaangażował się w działalność polityczną w ramach gaullistowskiego Zgromadzenia na rzecz Republiki. Od 1976 był radnym departamentu Isère, w latach 1986–1995 pełnił funkcję przewodniczącego rady generalnej. Od 1983 do 1995 sprawował urząd mera Grenoble.
W 1986 po raz pierwszy został wybrany do Zgromadzenia Narodowego, z powodzeniem ubiegał się o reelekcję w wyborach w 1988 i 1993. Od marca 1986 do maja 1988 był ministrem delegowanym (wiceministrem) do spraw środowiska w rządzie, którym kierował Jacques Chirac. Od marca 1993 do lipca 1994 zajmował stanowisko ministra komunikacji w gabinecie Édouarda Balladura.
Karierę polityczną Alaina Carignona przerwało postępowanie karne. W 1996 został skazany na karę 5 lat pozbawienia wolności (w tym 1 rok z warunkowym zawieszeniem), grzywnę i zakaz ubiegania się o funkcje publiczne za korupcję, defraudację i wpływanie na zeznania świadka. Z wyroku tego odbył w zakładzie karnym 29 miesięcy kary, co w mediach wskazywano jako najdłuższy okres izolacji penitencjarnej polityka skazanego za korupcję.
Przeniósł się później do Maroka, zajął się prowadzeniem własnej działalności gospodarczej w Marrakeszu. Powrócił później do działalności politycznej. W 2003 został przewodniczącym Unii na rzecz Ruchu Ludowego w Isère. Kandydował bez powodzenia w różnych wyborach, m.in. w 2007 do Zgromadzenia Narodowego.